# Sciades rondoniana
Sciades rondoniana là một loài bọ cánh cứng trong họ Cerambycidae.